# Twelve Mile Road
Twelve Mile Road es una película de 2003 basada en el libro Mistery Ride por Robert Boswell. Estuvo dirigida y escrita por Richard Friedenberg. La historia está situada en Idaho, pero fue filmada en Calgaria, Canadá.

## Trama
Stephen Landis vive una vida normal con su novia Leah y su hija Roxanne, hasta que su hija Dulcie va de visita después de pelearse con su madre. Durante el verano Dulcie comienza a resolver sus problemas con sus padres y se unen nuevamente.

## Elenco
| Actor           | Papel          |
| --------------- | -------------- |
| Tom Selleck     | Stephen Landis |
| Wendy Crewson   | Angela Landis  |
| Maggie Grace    | Dulcie Landis  |
| Anna Gunn       | Leah           |
| Tegan Moss      | Roxanne        |
| Patrick Flueger | Will Coffey    |

## Premios y nominaciones
| Año  | Resultado | Premio             | Categoría/Recibidor                                                          |
| ---- | --------- | ------------------ | ---------------------------------------------------------------------------- |
| 2004 | Nominada  | Young Artist Award | Mejor Actuación de Adulto Joven en un Papel de Adolescente - Patrick Flueger |
| 2004 | Nominada  | Golden Reel Award  |                                                                              |